# Gerard Plessers
Gerard Plessers (Overpelt, 1959. március 30. –) Európa-bajnoki ezüstérmes belga labdarúgó, hátvéd.
Részt vett az 1980-as olaszországi Európa-bajnokságon és az 1982-es spanyolországi világbajnokságon.

## Sikerei, díjai
Belgium
- Európa-bajnokság
  - ezüstérmes: 1980, Olaszország

 Standard de Liège
- Belga bajnokság
  - bajnok: 1981–82, 1982–83
- Belga kupa
  - győztes: 1981
- Belga szuperkupa
  - győztes: 1981, 1983

 Hamburger SV
- Nyugatnémet kupa (DFB-Pokal)
  - győztes: 1987